# 董希源
董希源（1964年—），男，汉族，福建诏安人，中华人民共和国政治人物。现任福建省美术家协会副主席，中国美术家协会理事。第十三、十四届全国政协委员。